# ディオゴ・ゴンサルヴェス
ディオゴ・ゴンサルヴェス（Diogo Gonçalves）ことディオゴ・アントニオ・クピド・ゴンサルヴェス（ポルトガル語: Diogo António Cupido Gonçalves、1997年2月6日 - ）は、ポルトガルのサッカー選手。レアル・ソルトレイク所属。ポジションはFW。

## クラブ経歴
アルムドヴァルに生まれ、地元のCDアルムドヴァルで2005年にサッカーを始めた。その後FCフェレイラスを経てSLベンフィカの下部組織に加入した。
2015年2月14日にセカンドチームで初出場を記録した。同年5月24日に初得点を記録した。
2017年8月9日にトップチーム初出場、10月18日にはUEFAチャンピオンズリーグ初出場も記録した。
2018年6月14日にEFLチャンピオンシップのノッティンガム・フォレストFCに買取オプションつきで1シーズンの期限付き移籍をした。開幕節こそスターティングメンバーとして起用されど、それ以降はあまり起用されなかった。
2019年6月26日には、ベンフィカのチームメイトであるグガとともにFCファマリカンに期限付き移籍。12月19日のタッサ・デ・ポルトガルで初得点を記録し準々決勝進出に貢献すると、翌年1月15日の準々決勝では決勝点をあげて戦後初めての準決勝進出に貢献した。
2020年8月にベンフィカとの契約を2025年まで更新、ベンフィカに復帰となった。
2023年1月5日、デンマーク・スーペルリーガのFCコペンハーゲンに4年契約で移籍した。
2024年8月9日、レアル・ソルトレイクに2年契約で移籍した。

## 代表歴
年代別代表として各年代で出場しており、UEFA U-17欧州選手権2014、UEFA U-19欧州選手権2016、2017 FIFA U-20ワールドカップに参加した。